# Wereldkampioenschappen wielrennen 2023
De 96ste editie van de wereldkampioenschappen wielrennen werd tussen 5 en 13 augustus 2023 gehouden in het Schotse Glasgow in het Verenigd Koninkrijk. Voor het eerst werden de wereldkampioenschappen op de weg samen georganiseerd met o.a. het WK mountainbike en het WK baanwielrennen, onder de naam Super-WK. Het WK op de weg vond in augustus plaats en niet zoals gebruikelijk in september, op verzoek van de organisatie in Glasgow. De organisatie wilde het Super-WK niet laten samenvallen met het wereldkampioenschap rugby 2023 dat op 8 september begon in Frankrijk en waar in Schotland enorm veel aandacht naar uitging.
De meeste competitieonderdelen werden beslecht in Glasgow. Voor de Gran Fondo en het mountainbike waren parkoers uitgetekend in natuurgebieden bij Edinburgh en Dundee. De wegritten eindigden met technisch veeleisende lokale ronden over een stadscircuit in Glasgow, met onder meer de 200 meter aan acht procent van Montrose Street. De wegrit voor elite-mannen startte evenwel in Edinburgh, die voor elite vrouwen en alle beloften in Balloch aan Loch Lomond. De tijdritcompetities startten en finishten in Stirling. Het parkoers dat de mannen reden was 47,8 kilometer, voor vrouwen was dat 36,2 kilometer. De finish was voor beiden een kilometer kasseien bergop naar Stirling Castle.
Net als het voorgaande jaar waren Russische en Wit-Russische atleten uitgesloten van deelname vanwege de invasie van, en de voortdurende oorlog in Oekraïne.

## Schema
De tijden zijn Centraal-Europese tijd (Nederland en België).
| Datum                   | Tijdstippen    | Tijdstippen    | Evenement          | Start          | Aankomst       | Afstand        |
| Wegwedstrijden          | Wegwedstrijden | Wegwedstrijden | Wegwedstrijden     | Wegwedstrijden | Wegwedstrijden | Wegwedstrijden |
| ----------------------- | -------------- | -------------- | ------------------ | -------------- | -------------- | -------------- |
| za 5 augustus           | 11:00          | 13:00          | Junioren vrouwen   | Glasgow        | Glasgow        | 70 km          |
| za 5 augustus           | 14:00          | 17:00          | Junioren mannen    | Glasgow        | Glasgow        | 127,2 km       |
| zo 6 augustus           | 10:30          | 17:00          | Elite mannen       | Edinburgh      | Glasgow        | 271,1 km       |
| Gemengde ploegentijdrit |                |                |                    |                |                |                |
| di 8 augustus           | 14:00          | 17:00          | Gemengde estafette | Glasgow        | Glasgow        | 40,3 km        |
| Individuele tijdritten  |                |                |                    |                |                |                |
| wo 9 augustus           | 15:30          | 18:00          | Beloften mannen    | Stirling       | Stirling       | 36,4 km        |
| do 10 augustus          | 12:15          | 14:00          | Junioren vrouwen   | Stirling       | Stirling       | 13,6 km        |
| do 10 augustus          | 15:00          | 17:30          | Beloften vrouwen   | Stirling       | Stirling       | 36,4 km        |
| do 10 augustus          | 15:00          | 17:30          | Elite vrouwen      | Stirling       | Stirling       | 36,4 km        |
| vr 11 augustus          | 11:00          | 13:30          | Junioren mannen    | Stirling       | Stirling       | 23 km          |
| vr 11 augustus          | 15:35          | 18:00          | Elite mannen       | Stirling       | Stirling       | 48,1 km        |
| Wegwedstrijden          |                |                |                    |                |                |                |
| za 12 augustus          | 13:00          | 17:00          | Beloften mannen    | Balloch        | Glasgow        | 168,4 km       |
| zo 13 augustus          | 13:00          | 17:00          | Beloften vrouwen   | Balloch        | Glasgow        | 154,1 km       |
| zo 13 augustus          | 13:00          | 17:00          | Elite vrouwen      | Balloch        | Glasgow        | 154,1 km       |

## Resultaten

### Gemengde ploegenestafette
| Gemengde estafette | |         |
| Plaats             | Ploeg                                                                                                   | Tijd    |
| Goud               | Zwitserland Stefan Bissegger Stefan Küng Mauro Schmid Elise Chabbey Nicole Koller Marlen Reusser        | 54'16"  |
| Zilver             | Frankrijk Bruno Armirail Rémi Cavagna Bryan Coquard Audrey Cordon-Ragot Cédrine Kerbaol Juliette Labous | + 7"    |
| Brons              | Duitsland Miguel Heidemann Jannik Steimle Max Walscheid Ricarda Bauernfeind Lisa Klein Franziska Koch   | + 51"   |
| 4                  | Verenigd Koninkrijk                                                                                     | + 1'03" |
| 5                  | Italië                                                                                                  | + 1'17" |
| 6                  | Australië                                                                                               | + 1'37" |
| 7                  | Nederland                                                                                               | + 1'43" |
| 8                  | Verenigde Staten                                                                                        | + 1'46" |
| 9                  | Oostenrijk                                                                                              | + 1'58" |
| 10                 | Polen                                                                                                   | + 2'47" |

### Mannen elite
De wereldkampioen in het veldrijden werd ook de wereldkampioen op de weg. Mathieu van der Poel (28) heeft zijn erelijst uitgebreid met de regenboogtrui in Glasgow. Op een parcours met vrij veel bochten, dat voor veldrijders geschreven was, plaatste Van der Poel een versnelling op zo'n 22 km van het einde. Zelfs nog een valpartij en een kapotte schoen stopte hem niet af van een indrukwekkende solo. Wout van Aert werd net als op het WK 2020 in Imola tweede en dubbele Tourwinnaar Tadej Pogačar derde. Na 38 jaar is er weer een Nederlander wereldkampioen op de weg. De 76-jarige Joop Zoetemelk die in 1985 wereldkampioen werd (toen 38 jaar oud) kreeg na 38 jaar een opvolger.
Remco Evenepoel was in het Schotse Stirling de eerste Belg die wereldkampioen tijdrijden is geworden, en met zijn 23 jaar ook de jongste wereldkampioen in deze discipline. Een jaar eerder werd Evenepoel wereldkampioen op de weg en is daarmee, samen met de Spanjaard Abraham Olano, de enige renners die wereldkampioen tijdrijden zijn geworden en ook op de weg. Remco legde de 47,8 kilometer af in 55'19" met een gemiddelde van meer dan 51 km/uur. Hij klopte tweevoudig wereldkampioen tijdrijden, de Italiaan Filippo Ganna met 12". Derde werd verrassend de Brit Joshua Tarling met 48 seconden. Wout van Aert eindigde op de vijfde plaats op 1'37" van  de winnaar. Er waren 78 renners die aan de tijdrit hebben deelgenomen.
| Wegrit |                      |          |
| Plaats | Naam                 | Tijd     |
| Goud   | Mathieu van der Poel | 6u07'27" |
| Zilver | Wout van Aert        | + 1'37"  |
| Brons  | Tadej Pogačar        | + 1'45"  |
| 4      | Mads Pedersen        | z.t.     |
| 5      | Stefan Küng          | + 3'48"  |
| 6      | Jasper Stuyven       | z.t.     |
| 7      | Matthew Dinham       | z.t.     |
| 8      | Toms Skujinš         | z.t.     |
| 9      | Tiesj Benoot         | z.t.     |
| 10     | Alberto Bettiol      | + 4'03"  |

| Tijdrit |                 |         |
| Plaats  | Naam            | Tijd    |
| Goud    | Remco Evenepoel | 55'19"  |
| Zilver  | Filippo Ganna   | + 12"   |
| Brons   | Joshua Tarling  | + 48"   |
| 4       | Brandon McNulty | + 1'27" |
| 5       | Wout van Aert   | + 1'37" |
| 6       | Nélson Oliveira | + 1'52" |
| 7       | Rohan Dennis    | + 1'54" |
| 8       | Mattia Cattaneo | + 1'57" |
| 9       | Mikkel Bjerg    | + 1'59" |
| 10      | Geraint Thomas  | + 2'04" |
|         |                 |         |
| 34      | Daan Hoole      | + 4'10" |

### Mannen beloften
| Wegrit |                   |          |
| Plaats | Naam              | Tijd     |
| Goud   | Axel Laurance     | 4u04'58" |
| Zilver | António Morgado   | + 2"     |
| Brons  | Martin Svrček     | z.t.     |
| 4      | Jack Rootkin-Gray | z.t.     |
| 5      | Lorenzo Milesi    | z.t.     |
| 6      | Mortiz Kretschy   | + 9"     |
| 7      | Alec Segaert      | + 1'01"  |
| 8      | Iván Romeo        | z.t.     |
| 9      | Max Walker        | + 1'03"  |
| 10     | Pierre Gautherat  | + 1'41"  |
|        |                   |          |
| 19     | Loe van Belle     | + 3'16"  |

| Tijdrit |                    |         |
| Plaats  | Naam               | Tijd    |
| Goud    | Lorenzo Milesi     | 43'00"  |
| Zilver  | Alec Segaert       | + 11"   |
| Brons   | Hamish McKenzie    | + 50"   |
| 4       | Raúl García Pierna | + 53"   |
| 5       | Darren Rafferty    | + 56"   |
| 6       | Josh Charlton      | + 1'11" |
| 7       | Jakob Söderqvist   | + 1'18" |
| 8       | Logan Currie       | + 1'18" |
| 9       | Jan Christen       | + 1'21" |
| 10      | Michael Leonard    | + 1'29" |
|         |                    |         |
| 18      | Loe van Belle      | + 2'03" |

### Mannen junioren
| Wegrit |                         |          |
| Plaats | Naam                    | Tijd     |
| Goud   | Albert Withen Philipsen | 3u06'26" |
| Zilver | Paul Fietzke            | + 1'19"  |
| Brons  | Felix Ørn-Kristoff      | z.t.     |
| 4      | Juan David Sierra       | + 1'24"  |
| 5      | Theodor Storm           | + 1'29"  |
| 6      | Jørgen Nordhagen        | + 1'43"  |
| 7      | Steffen De Schuyteneer  | + 2'57"  |
| 8      | Sebastian Grindley      | + 2'59"  |
| 9      | Žak Eržen               | + 3'01"  |
| 10     | Oscar Chamberlain       | z.t.     |
|        |                         |          |
| 11     | Senna Remijn            | z.t.     |

| Tijdrit |                   |         |
| Plaats  | Naam              | Tijd    |
| Goud    | Oscar Chamberlain | 28'29"  |
| Zilver  | Ben Wiggins       | + 24"   |
| Brons   | Louis Leidert     | + 34"   |
| 4       | Jørgen Nordhaugen | + 37"   |
| 5       | Jacob Bush        | + 50"   |
| 6       | Luca Giaimi       | + 56"   |
| 7       | Duarte Marivoet   | + 57"   |
| 8       | Adam Rafferty     | + 58"   |
| 9       | Andrew August     | + 1'02" |
| 10      | Paul Fietzke      | + 1'09" |
|         |                   |         |
| 15      | Mees Vlot         | + 1'26" |

### Vrouwen elite
Lotte Kopecky (27) is in het Schotse Glasgow wereldkampioene wielrennen op de weg geworden. Ze is daarmee de eerste Belgische renster die de regenboogtrui pakte sinds Nicole Van den Broeck in 1973. De Nederlandse Demi Vollering sprintte naar de zilveren medaille, de Deense Cecilie Uttrup Ludwig werd derde. Kopecky had eerder die week al twee gouden medailles en een bronzen plak gewonnen op de piste.
| Wegrit |                         |          |
| Plaats | Naam                    | Tijd     |
| Goud   | Lotte Kopecky           | 4u02'12" |
| Zilver | Demi Vollering          | + 7"     |
| Brons  | Cecilie Uttrup Ludwig   | z.t.     |
| 4      | Marlen Reusser          | + 12"    |
| 5      | Christina Schweinberger | + 34"    |
| 6      | Elizabeth Deignan       | z.t.     |
| 7      | Elise Chabbey           | + 1'24"  |
| 8      | Annemiek van Vleuten    | + 2'48"  |
| 9      | Riejanne Markus         | + 3'51"  |
| 10     | Mavi García             | + 4'05"  |

| Tijdrit |                          |         |
| Plaats  | Naam                     | Tijd    |
| Goud    | Chloé Dygert             | 46'59"  |
| Zilver  | Grace Brown              | + 6"    |
| Brons   | Christina Schweinberger  | + 1'13" |
| 4       | Anna Henderson           | + 1'15" |
| 5       | Juliette Labous          | + 1'22" |
| 6       | Demi Vollering           | + 1'28" |
| 7       | Agnieszka Skalinak-Sójka | + 1'38" |
| 8       | Amber Neben              | + 1'52" |
| 9       | Riejanne Markus          | + 2'08" |
| 10      | Georgie Howe             | + 2'26" |
|         |                          |         |
| 17      | Julie De Wilde           | + 3'07" |

* De wedstrijden voor beloften werden samen met de elitewedstrijden verreden.

### Vrouwen beloften
| Wegrit |                     |          |
| Plaats | Naam                | Tijd     |
| Goud   | Blanka Vas          | 4u06'46" |
| Zilver | Shirin van Anrooij  | z.t.     |
| Brons  | Anna Shackley       | z.t.     |
| 4      | Julie De Wilde      | + 10'08" |
| 5      | Megan Jastrab       | + 10'15" |
| 6      | Marthe Goossens     | z.t.     |
| 7      | Dominika Włodarczyk | z.t.     |
| 8      | Linda Riedmann      | z.t.     |
| 9      | Sarah Van Dam       | z.t.     |
| 10     | Ella Wyllie         | z.t.     |

| Tijdrit |                     |         |
| Plaats  | Naam                | Tijd    |
| Goud    | Antonia Niedermaier | 49'26"  |
| Zilver  | Cédrine Kerbaol     | + 8"    |
| Brons   | Julie De Wilde      | + 40"   |
| 4       | Anniina Ahtosalo    | + 2'09" |
| 5       | Petra Zsankó        | + 2'15" |
| 6       | Nora Jenčušová      | + 2'33" |
| 7       | Eliska Kvasničková  | + 2'51" |
| 8       | Ella Wyllie         | + 3'20" |
| 9       | Febe Jooris         | + 3'27" |
| 10      | Nina Berton         | + 3'40" |

### Vrouwen junioren
| Wegrit |                     |          |
| Plaats | Naam                | Tijd     |
| Goud   | Julie Bego          | 1u54'53" |
| Zilver | Cat Ferguson        | + 9"     |
| Brons  | Fleur Moors         | z.t.     |
| 4      | Federica Venturelli | z.t.     |
| 5      | Imogen Wolff        | + 12"    |
| 6      | Titia Ryo           | z.t.     |
| 7      | Celia Gery          | z.t.     |
| 8      | Isabella Holmgren   | + 15"    |
| 9      | Mackenzie Coupland  | z.t.     |
| 10     | Xaydee Van Sinaey   | z.t.     |
|        |                     |          |
| 22     | Lauren Molengraaf   | + 2'45"  |

| Tijdrit |                           |         |
| Plaats  | Naam                      | Tijd    |
| Goud    | Felicity Wilson-Haffenden | 19'31"  |
| Zilver  | Isabel Sharp              | + 16"   |
| Brons   | Federica Venturelli       | + 29"   |
| 4       | Lucy Benezet Minns        | + 36"   |
| 5       | Mackenzie Coupland        | + 41"   |
| 6       | Hannah Kunz               | + 49"   |
| 7       | Pia Grünewald             | + 52"   |
| 8       | Fee Knaven                | + 58"   |
| 9       | Julie Bego                | + 1'00" |
| 10      | Cat Ferguson              | + 1'00" |
|         |                           |         |
| 17      | Xaydee Van Sinaey         | + 1'27" |

## Medaillespiegel
| Plaats | Land                | Goud | Zilver | Brons | Totaal |
| 1      | België              | 2    | 2      | 2     | 6      |
| 2      | Frankrijk           | 2    | 2      | 0     | 4      |
| 3      | Australië           | 2    | 1      | 1     | 4      |
| 4      | Nederland           | 1    | 2      | 0     | 3      |
| 5      | Duitsland           | 1    | 1      | 2     | 4      |
| 6      | Italië              | 1    | 1      | 1     | 3      |
| 7      | Denemarken          | 1    | 0      | 1     | 2      |
| 8      | Hongarije           | 1    | 0      | 0     | 1      |
| 8      | Verenigde Staten    | 1    | 0      | 0     | 1      |
| 8      | Zwitserland         | 1    | 0      | 0     | 1      |
| 11     | Verenigd Koninkrijk | 0    | 3      | 2     | 5      |
| 12     | Portugal            | 0    | 1      | 0     | 1      |
| 13     | Noorwegen           | 0    | 0      | 1     | 1      |
| 13     | Oostenrijk          | 0    | 0      | 1     | 1      |
| 13     | Slovenië            | 0    | 0      | 1     | 1      |
| 13     | Slowakije           | 0    | 0      | 1     | 1      |
| Totaal | Totaal              | 13   | 13     | 13    | 39     |

## Belgische en Nederlandse selectie

### België
De Belgische selectie werd op maandag 17 juli door de Koninklijke Belgische Wielrijdersbond bekendgemaakt.

#### Mannen
| Renner               | Wegrit | Tijdrit |
| -------------------- | ------ | ------- |
| Wout van Aert        | Zilver | 5e      |
| Tiesj Benoot         | 9e     | -       |
| Victor Campenaerts   | DNF    | -       |
| Remco Evenepoel      | 25e    | Goud    |
| Frederik Frison      | DNF    | -       |
| Nathan Van Hooydonck | DNF    | -       |
| Yves Lampaert        | 44e    | -       |
| Jasper Philipsen     | DNF    | -       |
| Jasper Stuyven       | 6e     | -       |

| Renner            | Wegrit | Tijdrit |
| ----------------- | ------ | ------- |
| Gil Gelders       | 22e    | -       |
| Thibau Nys        | 27e    | -       |
| Alec Segaert      | 7e     | Zilver  |
| Warre Vangheluwe  | DNF    | -       |
| Jonathan Vervenne | 72e    | 11e     |

| Renner                    | Wegrit | Tijdrit |
| ------------------------- | ------ | ------- |
| Lars Vanden Heede         | 40e    | -       |
| Steffen De Schuyteneer    | 7e     | -       |
| Sente Sentjens            | 14e    | 17e     |
| Victor Vaneeckhoutte      | 36e    | -       |
| Jarno Widar               | DNF    | -       |
| Duarte Marivoet Scholiers | -      | 7e      |

#### Vrouwen
| Renner             | Wegrit   | Tijdrit  |
| ------------------ | -------- | -------- |
| Sanne Cant         | 69e      | -        |
| Justine Ghekiere   | 22e      | -        |
| Marthe Goossens    | 40e (6e) | -        |
| Lotte Kopecky      | Goud     | -        |
| Marthe Truyen      | 66e      | -        |
| Julie Van de Velde | DNF      | -        |
| Julie De Wilde     | 35e (4e) | 17e ()   |
| Febe Jooris        | -        | 46e (9e) |

| Renner            | Wegrit | Tijdrit |
| ----------------- | ------ | ------- |
| Ella Heremans     | 44e    | -       |
| Fleur Moors       | Brons  | -       |
| Lore De Schepper  | 27e    | -       |
| Xaydée Van Sinaey | 10e    | 17e     |
| Luca Vierstraete  | 37e    | 23e     |

### Nederland
De Nederlandse selectie werd op dinsdag 11 juli door de KNWU bekendgemaakt.

#### Mannen
| Renner               | Wegrit | Tijdrit |
| -------------------- | ------ | ------- |
| Dylan van Baarle     | 12e    | -       |
| Mick van Dijke       | DNF    | -       |
| Pascal Eenkhoorn     | DNF    | -       |
| Daan Hoole           | DNF    | 34e     |
| Olav Kooij           | 45e    | -       |
| Jan Maas             | DNF    | -       |
| Mathieu van der Poel | Goud   | -       |
| Oscar Riesebeek      | DNF    | -       |
| Jos van Emden        | -      | 36e     |

| Renner                    | Wegrit | Tijdrit |
| ------------------------- | ------ | ------- |
| Loe van Belle             | 19e    | 18e     |
| Jesse Kramer              | 64e    | -       |
| Pepijn Reinderink         | 47e    | -       |
| Roel van Sintmaartensdijk | 54e    | 21e     |
| Casper van Uden           | 42e    | -       |

| Renner             | Wegrit | Tijdrit |
| ------------------ | ------ | ------- |
| Karst Hayma        | 34e    | -       |
| Sjors Lugthart     | 41e    | 19e     |
| Senna Remijn       | 11e    | -       |
| Viego Tijssen      | 18e    | -       |
| Thom van der Werff | 47e    | -       |
| Mees Vlot          | -      | 15e     |

#### Vrouwen
| Renner               | Wegrit | Tijdrit |
| -------------------- | ------ | ------- |
| Loes Adegeest        | 45e    | -       |
| Shirin van Anrooij   | 13e () | -       |
| Mischa Bredewold     | 84e    | -       |
| Riejanne Markus      | 9e     | 9e      |
| Annemiek van Vleuten | 8e     | -       |
| Demi Vollering       | Zilver | 6e      |
| Marianne Vos         | 47e    | -       |
| Lorena Wiebes        | DNF    | -       |

| Renner            | Wegrit | Tijdrit |
| ----------------- | ------ | ------- |
| Silje Bader       | 51e    | -       |
| Fee Knaven        | 34e    | 8e      |
| Puck Langenbarg   | 36e    | -       |
| Lauren Molengraaf | 22e    | -       |
| Zoë van Velzen    | 28e    | 25e     |

#### Gemengde ploegentijdrit
| Ploeg | Uitslag |
| --- | ------- |
| Jos van Emden, Daan Hoole, Mick van Dijke, Shirin van Anrooij, Lorena Wiebes, Loes Adegeest, Riejanne Markus | 7e      |

## Links, voetnoten, navigatie
1921 · 
1922 · 
1923 · 
1924 · 
1925 · 
1926 · 
1927 · 
1928 · 
1929 · 
1930 · 
1931 · 
1932 · 
1933 · 
1934 · 
1935 · 
1936 · 
1937 · 
1938 · 
1946 · 
1947 · 
1948 · 
1949 · 
1950 · 
1951 · 
1952 · 
1953 · 
1954 · 
1955 · 
1956 · 
1957 · 
1958 · 
1959 · 
1960 · 
1961 · 
1962 · 
1963 · 
1964 · 
1965 · 
1966 · 
1967 · 
1968 · 
1969 · 
1970 · 
1971 · 
1972 · 
1973 · 
1974 · 
1975 · 
1976 · 
1977 · 
1978 · 
1979 · 
1980 · 
1981 · 
1982 · 
1983 · 
1984 · 
1985 · 
1986 · 
1987 · 
1988 · 
1989 · 
1990 · 
1991 · 
1992 · 
1993 · 
1994 · 
1995 · 
1996 · 
1997 · 
1998 · 
1999 · 
2000 · 
2001 · 
2002 · 
2003 · 
2004 · 
2005 · 
2006 · 
2007 · 
2008 · 
2009 ·
2010 · 
2011 · 
2012 · 
2013 · 
2014 · 
2015 · 
2016 · 
2017 · 
2018 · 
2019 · 
2020 ·
2021 ·
2022 ·
2023 ·
2024 ·
2025 ·
2026